# Trục lợi (kinh tế học)
Trục lợi hay Trục lợi tiền thuê (tiếng Anh: rent-seeking) là một khái niệm trong lý thuyết lựa chọn công cộng cũng như  kinh tế học, khái niệm này ám chỉ việc một chủ thể tìm cách gia tăng tài sản từ lượng của cải sẵn có thay vì tạo ra của cải vật chất mới. Trục lợi dẫn tới suy giảm hiệu quả kinh tế vì phân bổ tài nguyên kém hiệu quả, suy giảm sự thịnh vượng, quốc khố mất mát, gia tăng bất công xã hội, và suy yếu cả quốc gia.
Nỗ lực mua chuộc cơ quan quản lý nhằm đạt được ưu thế độc quyền kiểu cưỡng chế có thể dẫn tới việc những kẻ trục lợi đạt được ưu thế trong thị trường trong khi áp những bất lợi lên những đối thủ cạnh tranh trong sạch. Đây là một trong những kiểu hành vi trục lợi thường thấy.

## Mô tả
Ý tưởng về trục lợi được phát triển bởi Gordon Tullock năm 1967, trong khi khái niệm trục lợi (rent-seeking) được đặt ra vào năm 1974 bởi Anne Krueger. Từ "rent" ở đây không ám chỉ cụ thể đến các khoản thanh toán việc thuê mướn mà nhắm tới sự phân chia thu nhập thành lợi nhuận, tiền lương, và tiền thuê của Adam Smith. Nguồn gốc của thuật ngữ này đề cập đến việc giành quyền kiểm soát đất đai hoặc các tài nguyên thiên nhiên khác.
Các nhà kinh tế theo trường phải George đã mô tả trục lợi theo nghĩa thuê mướn đất đai, trong đó giá trị đất đai ở đây chủ yếu đến từ cơ sở hạ tầng và dịch vụ của chính phủ (ví dụ như đường sá, trường công, duy trì an ninh trật tự, v.v.) và cộng đồng, thay vì nói đến hành vi của một chủ đất bất kỳ, với vai trò là chủ sở hữu đơn thuần. Vai trò này cần tách bạch với vai trò của các nhà phát triển bất động sản, khi mà 2 vai trò này không nhất thiết phải cùng một người.
Trục lợi là hành vi nỗ lực chiếm đoạt lợi tức kinh tế (ví dụ: các khoản thu nhập được chi trả cho một yếu tố sản xuất vượt quá mức cần thiết để duy trì việc sử dụng nó) bằng cách thao túng các yếu tố chính trị và xã hội nơi mà các hoạt động kinh tế diễn ra, thay vì tao ra của cải vật chất mới. Trục lợi bao hàm việc khai thác các giá trị không bồi hoàn từ người khác mà không đóng góp vào năng suất lao động. Ví dụ điển hình của việc trục lợi, theo Robert Shiller, là việc một chủ đất đặt trạm thu phí giữa một con sông chảy qua đất của ông ta rồi thuê một người thu phí thuyền bè đi qua. Việc đặt trạm thu phí này không tạo ra của cải mới hay đóng góp năng suất lao động. Người chủ đất không cải tiến hay nâng cấp dòng sông. Tất cả những gì ông ta làm là tìm cách để moi tiền từ một thứ mà đáng ra phải được sử dụng miễn phí 
Trong các nền kinh tế thị trường, đa phần sự cạnh tranh để thu lợi từ tiền thuê mướn là hợp pháp, bất chấp thiệt hại nó có thể gây ra cho nền kinh tế. Tuy nhiên, nhiều sự cạnh tranh để trục lợi tiền thuê là bất hợp pháp - như là đút lót hoặc hối lộ.
Trục lợi tiền thuê (rent-seeking) được tách bạch với tìm kiếm lợi nhuận (profit-seeking), trong đó các chủ thể kiếm lời bằng việc tham gia vào các hoạt động tạo ra lợi ích trao đổi cho các bên  Tìm kiếm lợi nhuận theo nghĩa này là việc tạo ra của cải, trong khi đó trục lợi tiền thuê là việc trục lợi bằng cách sử dụng các thể chế xã hội, như là quyền lực nhà nước, tái phân phối của cải giữa các nhóm người mà không tạo ra của cải mới. Trong bối cảnh thực tế, thu nhập có được thông qua trục lợi tiền thuê có thể là một phần đóng góp vào lợi nhuận theo tiêu chuẩn kế toán.

### Nghịch lý Tullock
Nghịch lý Tullock mô tả bởi Tullock, về việc phí trục lợi thấp so với lợi ích đem lại từ việc trục lợi 
Điểm nghịch lý ở đây là những người trục lợi muốn hưởng lợi từ chính sách có thể chỉ cần đút lót các chính trị gia với một chi phí thấp hơn nhiều so với lợi ích mà người này thu về. Ví dụ, một người trục lợi hy vọng sẽ thu về 1 tỷ đô la từ một chính sách cụ thể có thể chỉ cần hối lộ các chính trị gia 10 triệu đô la, tức chỉ 1% so với món hời đem lại.

#### Những cách giải thích
Một số giải thích đã được đưa ra để giải thích về nghịch lý này:
1. Cử tri có thể trừng trị các chính trị gia tham nhũng với số tiền lớn, hoặc sống đời sống xa hoa. Điều này gây khó cho các chính trị gia đòi hỏi các khoản tiền lớn từ người trục lợi.
2. Cạnh tranh giữa các chính trị gia muốn giúp đỡ người trục lợi có thể sẽ giảm chi phí đút lót.
3. Thiếu sự tin tưởng giữa người trục lợi và các chính trị gia, do sự thỏa thuận này là phi pháp và thiếu cả sự truy cứu pháp lý lẫn động lực bắt buộc tuân thủ thỏa thuận, giúp đẩy chi phí đút lót xuống.

### Ví dụ

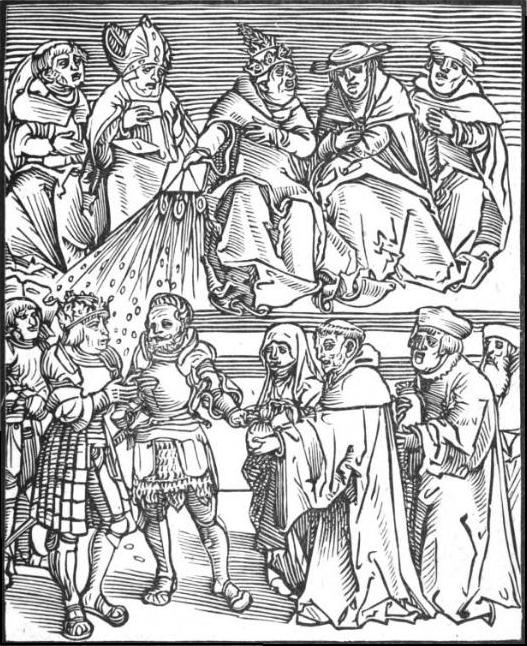
Antichristus, một người đốn gỗ của Lucas Cranach Elder, của giáo hoàng sử dụng quyền lực tạm thời để trao quyền cho một người cai trị đóng góp hào phóng cho Giáo hội Công giáo

Một ví dụ về việc trục lợi trong nền kinh tế hiện đại là việc bỏ tiền bạc vận động hành lang nhằm nhận được các khoản trợ cấp từ chính phủ để được nhận lượng của cải đã được làm ra sẵn, hoặc áp đặt quy định lên đầu đối thủ cạnh tranh. Một ví dụ khác về tìm kiếm tiền thuê là việc giới hạn quyền gia nhập các ngành nghề sinh lợi, như các phường hội thời trung cổ  hay giấy phép và giấy chứng nhận thời hiện đại. Giấy phép taxi là một ví dụ điển hình về việc trục lợi. Khi mà việc ban hành giấy phép lái taxi một cách hạn chế so với tổng cung dịch vụ taxi (thay vì đảm bảo chất lượng dịch vụ), ngăn cấm cạnh tranh từ các phương tiện cho thuê khác
Khái niệm trục lợi tiền thuê cũng áp dụng với tham nhũng của những công chức tìm cách bòn tiền đút lót nhằm bóp méo luật pháp   Ví dụ, các quan chức thuế có thể nhận tiền hối lộ để giảm bớt gánh nặng thuế của người nộp thuế.
Lạm quyền điều tiết (Regulatory capture) là một thuật ngữ liên quan đến việc thông đồng giữa chính phủ (đóng vai trò điều tiết thị trường) và doanh nghiệp, tạo điều kiện cho hành vi trục lợi được mở rộng, đặc biệt khi chính phủ phải dựa vào doanh nghiệp để hiểu về thị trường. Các nghiên cứu về trục lợi tập trung vào nỗ lực của doanh nghiệp để nắm thế độc quyền bằng cách điều khiển chính phủ bóp méo một thị trường cạnh tranh lành mạnh    Thuật ngữ trục lợi độc quyền (monopoly privilege rent-seeking) thường được sử dụng cho loại hình trục lợi này. Những dẫn chứng thường thấy đó là vận động hành lang để tìm kiếm sự điều chỉnh nền kinh tế như là hạn ngạch, thuế nhập khẩu, trợ giá hay mở rộng quyền bản quyền.

## Những hậu quả có thể xảy ra
Trục lợi kéo lùi sự phát triển kinh tế; nhiều hoạt động trục lợi khiến nó trở nên hấp dẫn bởi vì lợi ích thu về lớn sẽ khiến chủ thể tập trung vào nỗ lực trục lợi hơn là cải thiện năng suất lao động của tổ chức.Trục lợi có thể hủy hoại sự đổi mới và cải tiến của nền kinh tế.
Nha kinh tế học đạt giải Nobel Joseph Stiglitz đã lập luận rằng trục lợi gây ra bất bình đẳng thu nhập lớn ở Hoa Kỳ thông qua các cuộc vận động hành lang nhằm giúp đề ra các chính sách giúp giới nhà giàu và quyền lực thu lợi, chộp lấy miếng bánh lớn hơn của một lượng của cải có sẵn của quốc gia thay vì làm ra của cải mới. Thomas Piketty, Saez và Stefanie Stantcheva đã phân tích các nền kinh tế quốc tế và những thay đổi của họ về thuế suất để kết luận rằng phần lớn bất bình đẳng thu nhập là kết quả của việc trục lợi của những người nộp thuế giàu có.